# Dotyk śmierci (powieść)
Dotyk śmierci jest pierwszą częścią serii In Death J.D. Robb, pseudonim Nory Roberts. 
Na początku trzy pierwsze tomy miały stanowić zamkniętą całość; w pierwszej części Eve i Roarke poznają się, w drugiej zaręczają, trzeci tom kończy się ślubem. Niezwykła popularność trylogii, a także tematyka i czas, w którym rozgrywają się powieści, jakże inne od dotychczasowej twórczości Nory spowodowały, że postanowiła kontynuować cykl.
Nora przyznała w jednym z wywiadów, że zakończy cykl, gdy Eve i Roarke będą spodziewać się dziecka.

## Fabuła
Porucznik Eve Dallas prowadzi śledztwo w sprawie zamordowania licencjonowanej prostytutki i wnuczki senatora, Sharon DeBlass. Zabójstwa dokonano zabytkową bronią, zabronioną w 2060 roku. Śledztwo prowadzi do tajemniczego miliardera, Roarke'a, który jest kolekcjonerem broni, a także właścicielem budynku, w którym mieszkała i gdzie zginęła Sharon oraz jak się okazuje widział ją ostatni żywą.
Przełożeni naciskają na Dallas, by jak najszybciej znalazła mordercę i zakończyła śledztwo. Naciska też dziadek ofiary, kandydat na prezydenta. Głównym podejrzanym zostaje Roarke, ale Eve nie wierzy w jego winę. Nawiązuje się między nimi romans, tymczasem ginie druga kobieta. Szefowie chcą aresztowania Roarke'a, ale policjantka kieruje swe podejrzenia w zupełnie innym kierunku...

## BohaterowieDotyku śmierci
- Porucznik Eve Dallas - główna bohaterka, prowadząca śledztwo
- Roarke - tajemniczy milioner, główny podejrzany, później ukochany Eve
- Kapitan Ryan Feeney - były partner i trener Eve, szef Wydziału Przestępstw Elektronicznych
- Komendant Jack Whitney - szef Eve
- Dr Charlotte Mira - psychiatra, główny konsultant policji
- Mavis Freestone - piosenkarka, najlepsza przyjaciółka Eve
- Summerset - kamerdyner Roarke'a
- Nadine Furst - reporterka Kanału 75, specjalizuje się w tematyce kryminalnej
- Charles Monroe - "licencjonowaną osoba do towarzystwa", sąsiad pierwszej ofiary
- Galahad - kot Eve, wcześniej należał do ofiary #3
- Richard i Elizabeth DeBlass - rodzice pierwszej ofiary i przyjaciele Roarke
- senator DeBlass - morderca